# Мийас
Мийа́с (фр. Milhas, окс. Milhars) — коммуна во Франции, находится в регионе Юг — Пиренеи. Департамент — Верхняя Гаронна. Входит в состав кантона Аспе. Округ коммуны — Сен-Годенс.
Код INSEE коммуны — 31342.

## География

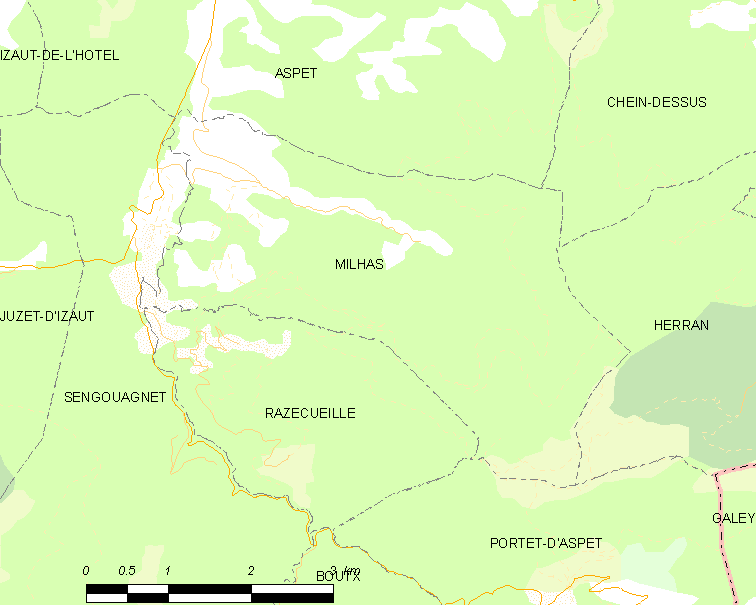
Карта коммуны

Коммуна расположена приблизительно в 670 км к югу от Парижа, в 90 км к юго-западу от Тулузы.
По территории коммуны протекает небольшая река Россиньоль (фр. Rossignol). Большую часть территории коммуны занимают леса.

## Климат
Климат умеренно-океанический. Зима мягкая и снежная, весна характеризуется сильными дождями и грозами, лето сухое и жаркое, осень солнечная. Преобладают сильные юго-восточные и северо-западные ветры.

## Население
Население коммуны на 2010 год составляло 175 человек.
| 1962 | 1968 | 1975 | 1982 | 1990 | 1999 | 2010 |
| ---- | ---- | ---- | ---- | ---- | ---- | ---- |
| 219  | 175  | 171  | 160  | 158  | 140  | 175  |

## Экономика
В 2010 году среди 108 человек трудоспособного возраста (15—64 лет) 70 были экономически активными, 38 — неактивными (показатель активности — 64,8 %, в 1999 году было 68,0 %). Из 70 активных жителей работали 66 человек (33 мужчины и 33 женщины), безработных было 4 (3 мужчин и 1 женщина). Среди 38 неактивных 8 человек были учениками или студентами, 22 — пенсионерами, 8 были неактивными по другим причинам.